# Chine aux Jeux olympiques d'été de 1984
Pour la première fois depuis les Jeux olympiques d'été de 1952 à Helsinki, la république populaire de Chine envoie une délégation de 215 athlètes aux Jeux olympiques d'été de 1984 à Los Angeles. Il s'agit de la première participation à part entière du pays à des Jeux olympiques, car un seul athlète chinois avait pu prendre part aux compétitions en 1952.
L'absence de la Chine des Jeux olympiques pendant 50 ans s'explique par le conflit olympique entre la Chine continentale et l'île de Taïwan et par l'exclusion du CIO du Comité olympique chinois. La réintégration en 1979 du Comité olympique chinois au sein du CIO a ainsi permis à la RPC d'envoyer une délégation pour les Jeux olympiques d'hiver de 1980 à Lake Placid.
Cette première vraie participation chinoise aux Jeux olympiques d’été est marquée par le premier titre olympique chinois (remporté par Xue Haifeng au tir à pistolet 50m) et par les 6 médailles remportées par le gymnaste Li Ning (3 or, 2 argent et 1 bronze), lui valant le surnom en Chine de Prince de la gymnastique.

## Médailles

### Or
| Sport               | Discipline                         | Sportifs | Performance               |
| Médailles d'or : 15 |                                    | |                           |
| Volley-ball         | Femmes                             | Hou Yuzhu, Jiang Ying, Lang Ping, Li Yanjun, Liang Yan, Su Huijuan, Yang Xiaojun, Yang Xilan, Zhang Rongfang, Zheng Meizhu, Zhou Xiaolan, Zhu Ling | 3-0 contre les États-Unis |
| Haltérophilie       | -52 kg hommes                      | Zeng Guoqiang | 235,0 kg                  |
| Haltérophilie       | -64,5 hommes                       | Yao Jingyuan | 320,0 kg                  |
| Haltérophilie       | -56 kg hommes                      | Wu Shude | 267,5 kg                  |
| Haltérophilie       | -60 kg hommes                      | Chen Weiqiang | 282,5 kg                  |
| Tir                 | Pistolet à 50m hommes              | Xu Haifeng | 566 pts                   |
| Tir                 | Carabine à 50 m 3 positions femmes | Wu Xiaoxuan | 581 pts                   |
| Tir                 | 50 m cible mobile mixte            | Li Yuwei | 587 pts                   |
| Plongeon            | Haut-vol 10 m femmes               | Zhou Jihong | 435,51 pts                |
| Escrime             | Fleuret individuelle femme         | Luan Jujie |                           |
| Gymnastique         | Sol hommes                         | Li Ning | 19,925 pts                |
| Gymnastique         | Cheval d'arçons hommes             | Li Ning | 19,925 pts                |
| Gymnastique         | Anneaux hommes                     | Li Ning | 19,850 pts                |
| Gymnastique         | Saut de cheval hommes              | Lou Yun | 19,950 pts                |
| Gymnastique         | barres asymétriques femmes         | Ma Yanhong | 19,950 pts                |

### Argent
| Sport                  | Discipline                         | Sportifs                                                                   | Performance |
| Médailles d'argent : 8 |                                    |                                                                            |             |
| Gymnastique            | Concours général par équipe hommes | Lou Yun, Tong Fei, Li Ning, Xu Zhiqiang, Li Xiaoping, Li Yuejiu, Zou Limin | 590,80 pts  |
| Gymnastique            | Barre fixe                         | Tong Fei                                                                   | 19,955 pts  |
| Gymnastique            | Saut de cheval hommes              | Li Ning                                                                    | 19,825 pts  |
| Gymnastique            | Sol hommes                         | Lou Yun                                                                    | 19,775 pts  |
| Plongeon               | Tremplin à 3 m hommes              | Tan Liangde                                                                | 662,31 pts  |
| Haltérophilie          | -52 kg hommes                      | Zhou Peishun                                                               | 235,0 kg    |
| Haltérophilie          | -56 kg hommes                      | Lai Runming                                                                | 265,0 kg    |
| Tir à l'arc            | Individuel femmes                  | Li Lingjuan                                                                | 2559 pts    |

### Bronze
| Sport                   | Discipline                          | Sportifs | Performance |
| Médailles de bronze : 9 |                                     | |             |
| Basket-ball             | Femmes                              | Song Xiaobo, Lijuan Xiu, Chen Yuefang, Zheng Haixia, Qiu Chen, Li Xiaoqin, Zhang Hui, Cong Xuedi, Zhang Yueqin, Ba Yan, Wang Jun et Liu Qing                                               |             |
| Handball                | Femmes                              | Wu Xinjiang, Liu Yumei, Chen Jing, Zhang Weihong, Gao Xiumin, Wang Linwei, Liu Liping, Zhang Peijun, Sun Xiulan, Li Lan, Wang Mingxing, Chen Zheng, Guo Yingze, He Jianping et Zhu Juefeng |             |
| Gymnastique             | Concours général individuel hommes  | Li Ning | 118,575 pts |
| Gymnastique             | Concours général par équipe femmes  | Ma Yanhong, Zhou Qiurui, Zhou Ping, Chen Yongyan, Huang Qun, Wu Jiani, and Ming Guixiu | 388,60 pts  |
| Athlétisme              | Saut en hauteur hommes              | Zhu Jianhua | 2,31 m      |
| Plongeon                | Haut-vol 10 m hommes                | Li Kongzheng | 638,28 pts  |
| Tir                     | Pistolet à 50 m hommes              | Wang Yifu | 564 pts     |
| Tir                     | Carabine à air comprimé 10 m femmes | Wu Xiaoxuan | 389 pts     |
| Tir                     | 50 m cible mobile mixte             | Huang Shiping | 581 pts     |

## Athlètes engagés
215 athlètes (132 hommes et 83 femmes) participent aux Jeux.